# Epiphragma (Epiphragma) insperatum
Epiphragma (Epiphragma) insperatum is een tweevleugelige uit de familie steltmuggen (Limoniidae). De soort komt voor in het Australaziatisch gebied.